# Борко (село)
Борко (кирг. Борко) — село в Ноокатском районе Ошской области Кыргызстана. Входит в состав Кыргыз-Атинского айылного аймака.

## География
Село расположено в западной части области, на правом берегу реки Кыргыз-Ата, на расстоянии приблизительно 2 километров (по прямой) к юго-востоку от города Ноокат, административного центра района. Абсолютная высота — 1430 метров над уровнем моря.

## Население
Согласно оценочным данным Национального статистического комитета Кыргызской Республики, численность населения села на начало 2023 года составляла 4852 человека.
| год     | 2009 | 2014 | 2015 | 2020 | 2021 | 2023 |
| ------- | ---- | ---- | ---- | ---- | ---- | ---- |
| человек | 3631 | 4162 | 4173 | 4652 | 4723 | 4852 |